# Glipostena sergeli
Glipostena sergeli era una especie de coleóptero (insecto del orden Coleoptera) de la familia Mordellidae.